# Curtis Harry
Curtis Harry (Port of Spain, 23 maggio 1962) è un ex bobbista trinidadiano.
Specialista del bob a due, ha rappresentato il suo paese a due edizioni dei giochi olimpici: Lillehammer 1994 e Nagano 1998, in entrambi i casi in coppia con Gregory Sun Nel 1998 è stato il portabandiera del suo paese alla cerimonia di apertura.
La squadra trinidadiana chiuse al 37º posto a Lillehammer ed al 32º posto a Nagano.